# Orupaleis
Het Orupaleis (Estisch: Oru loss, Duits: Orrenhof) was een presidentieel paleis in de Estse plaats Toila.
Het paleis was oorspronkelijk het vakantieverblijf van de Russische koopman Grigori Eliseev. Het werd in 1899 gebouwd in Italiaanse renaissancestijl door de Russische architect Gavriil Baranovsky. Het omringende park werd ontworpen door de Duitse landschapsontwerper Georg Kuphaldt. De vermoedelijke kosten voor de bouw van het paleis en het park bedroegen in totaal vijf miljoen gouden roebel.
In 1934 werd het landgoed verkocht aan de Estse staat. Tot 1940 fungeerde het als zomerresidentie van de Estische president Konstantin Päts. Op 13 augustus 1941 werd het paleis grotendeels verwoest door een brand, veroorzaakt door de terugtrekkende Sovjetsoldaten.

## Park
Op het landgoed van het voormalige paleis bevindt zich nog steeds het park van 75 hectare dat in 1899 werd ontworpen door Kuphaldt. Het park heeft een beschermde erfgoedstatus.
Ook bevindt zich daar een museumtentoonstelling met een rondleiding over de fundamenten van het voormalige paleis, waarbij bezoekers met behulp van een VR-headset kunnen zien hoe het paleis eruitzag voordat het werd verwoest.